# Antonio Spagni
Antonio Pietro Giovanni Lodovico Spagni, noto come Antonio Spagni (Reggio Emilia, 18 febbraio 1809 – Australia, 24 gennaio 1876), è stato un patriota ed esploratore italiano.
Figura eclettica e difficilmente classificabile, fu carbonaro e mazziniano, commerciante di pellicce nell'America del Nord, cercatore d'oro in Australia, ed è ricordato per la sua collezione pre-etnografica di reperti americani esposta al Palazzo dei musei di Reggio Emilia.

## Biografia
Poco si sa di Antonio Spagni. I documenti della famiglia sono andati dispersi e le notizie biografiche riportate dal figlio Emilio ― che non visse mai con il padre e le apprese dalla zia paterna ― non sono da considerarsi attendibili. Tuttavia, alcune lettere dello Spagni conservate dal Protocollo della Giovine Italia sono giunte fino a noi e permettono di ricostruire parzialmente le date dei suoi spostamenti.

### I primi anni

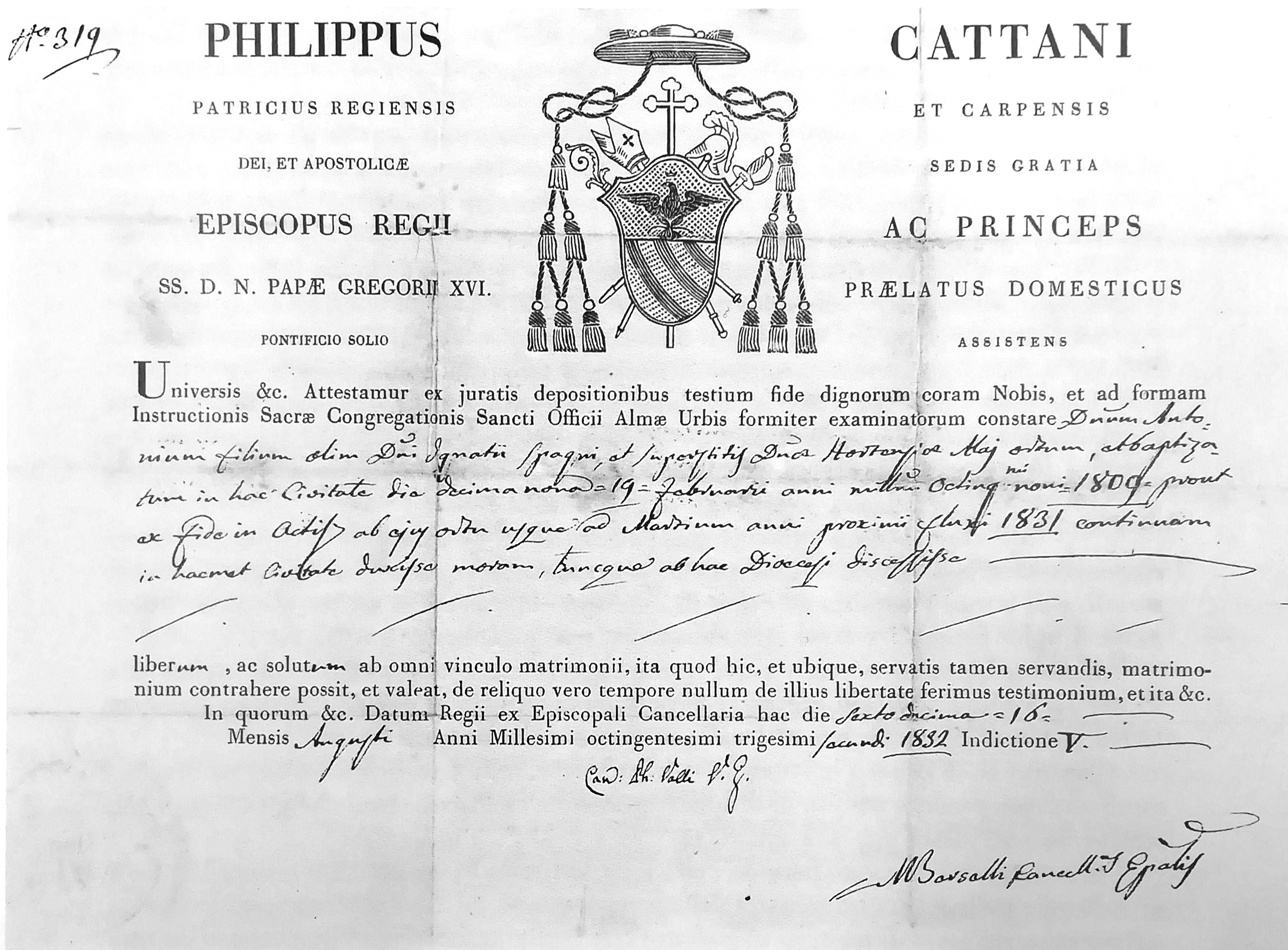
Certificato di battesimo di Antonio Spagni, coll. privata.

Antonio Spagni nacque il 18 febbraio 1809 a Reggio Emilia in una famiglia borghese: era secondogenito di Ortensia, possidente terriera, e Ignazio Alai, droghiere a San Lorenzo.
Non sappiamo con certezza che studi abbia svolto. A seguito della morte del padre, nel 1818 entrò al collegio-convitto di Reggio Emilia e vi era ancora presente nel 1823, mentre la madre si risposerà in seguito con un Codeluppi. Secondo il figlio Emilio, Antonio Spagni frequentò il Collegio San Carlo di Modena ed ebbe una giovinezza tipica dei giovani agiati della sua epoca, appassionandosi anche alla caccia. Scrive Anna Bartolini: 

### L'impegno patriottico
Alcune amicizie lo introdussero nell'ambiente politico «particolarmente sensibile ai problemi di libertà e di indipendenza che agitavano la Reggio ducale». Sostenitore dei valori patriottici e liberali della Carboneria, Spagni prese parte ai moti del 1831 in Romagna e nelle Marche, destinati al fallimento. Costretto all'esilio, raggiunse Marsiglia dove si avvicinò alla Giovine Italia. Nel 1832 fu «tra i firmatari della protesta contro l'espulsione di Mazzini dalla Francia». Anche negli anni successivi ebbe scambi e legami con i membri della Giovine Italia, come attestano numerosi documenti, e pur non risultando affiliato gli furono affidati incarichi delicati.

### I viaggi nelle Grandi Pianure
All'inizio del XIX secolo, le Grandi Pianure ad Est delle Montagne Rocciose erano una meta alla moda tra i viaggiatori e gli esploratori del vecchio mondo, come testimoniano le spedizioni di Maximilian zu Wied-Neuwied, di George Catlin o ancora i disegni di Rudolf Friedrich Kurz. Come già in precedenza un altro esploratore e patriota prima di lui, Giacomo Beltrami, Spagni raggiunse l'America del Nord, forse per spirito d'avventura o forse costretto dalle difficoltà finanziarie. Un primo soggiorno durò dal 1833 al 1841, seguito da un viaggio più breve, dal 1843 al 1844. Durante questo secondo viaggio sappiamo che fu a New Orleans e a Saint Louis, in Missouri, tuttavia la maggior parte delle date e dei suoi spostamenti restano incerte. Secondo Laura Laurencich Minelli, Spagni soggiornò negli Stati Uniti o in Canada, o forse in entrambi i paesi, guadagnandosi da vivere come cacciatore e commerciante di pellicce.

### La raccolta Spagni

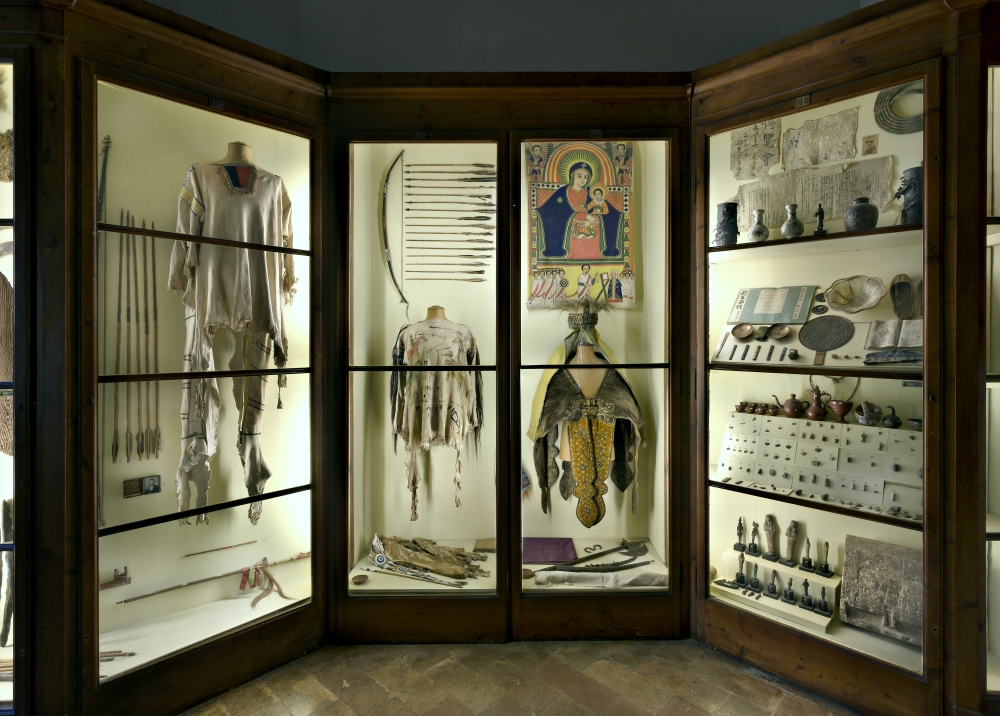
A sinistra e al centro, le vetrine dedicate alla raccolta Spagni al Museo Chierici di Paletnologia di Reggio Emilia

Nel 1844, di ritorno dal suo secondo viaggio, Spagni donò alla sua città natale la piccola collezione di oggetti che aveva raccolto presso gli Indiani delle Pianure, affinché fossero esposti nel Gabinetto di Storia Naturale: tra essi figuravano «una pipa, due camicie di pelle di cervo, un paio di brache della stessa pelle, e un arco colle frecce e col turcasso». Lo stesso Spagni, in una lettera riportò di aver vissuto a stretto contatto con le tribu nomadi dei Cheyenne del nord e dei Sioux Lakota per ben 18 mesi consecutivi in un trading post nella regione del Missouri superiore, e che poteva quindi raccontare l'uso di ogni oggetto che aveva portato con sé. La collezione pre-etnografica di Spagni risulta notevole per la sua anzianità e per l'ottimo stato di conservazione dei reperti, che risalgono all'apogeo culturale dei nativi americani delle Grandi Pianure. Si tratta di «oggetti cerimoniali ed altamente simbolici, non d'uso quotidiano», quindi «è questa una collezione che comprende solo oggetti di rango, volti ad evidenziare la posizione sociale dei proprietari.» In particolare, il calumet era appartenuto a un capo Cheyenne, mentre gli altri oggetti, tra cui una notevole tunica con pittografie istoriate, erano appartenuti a un capo Sioux.

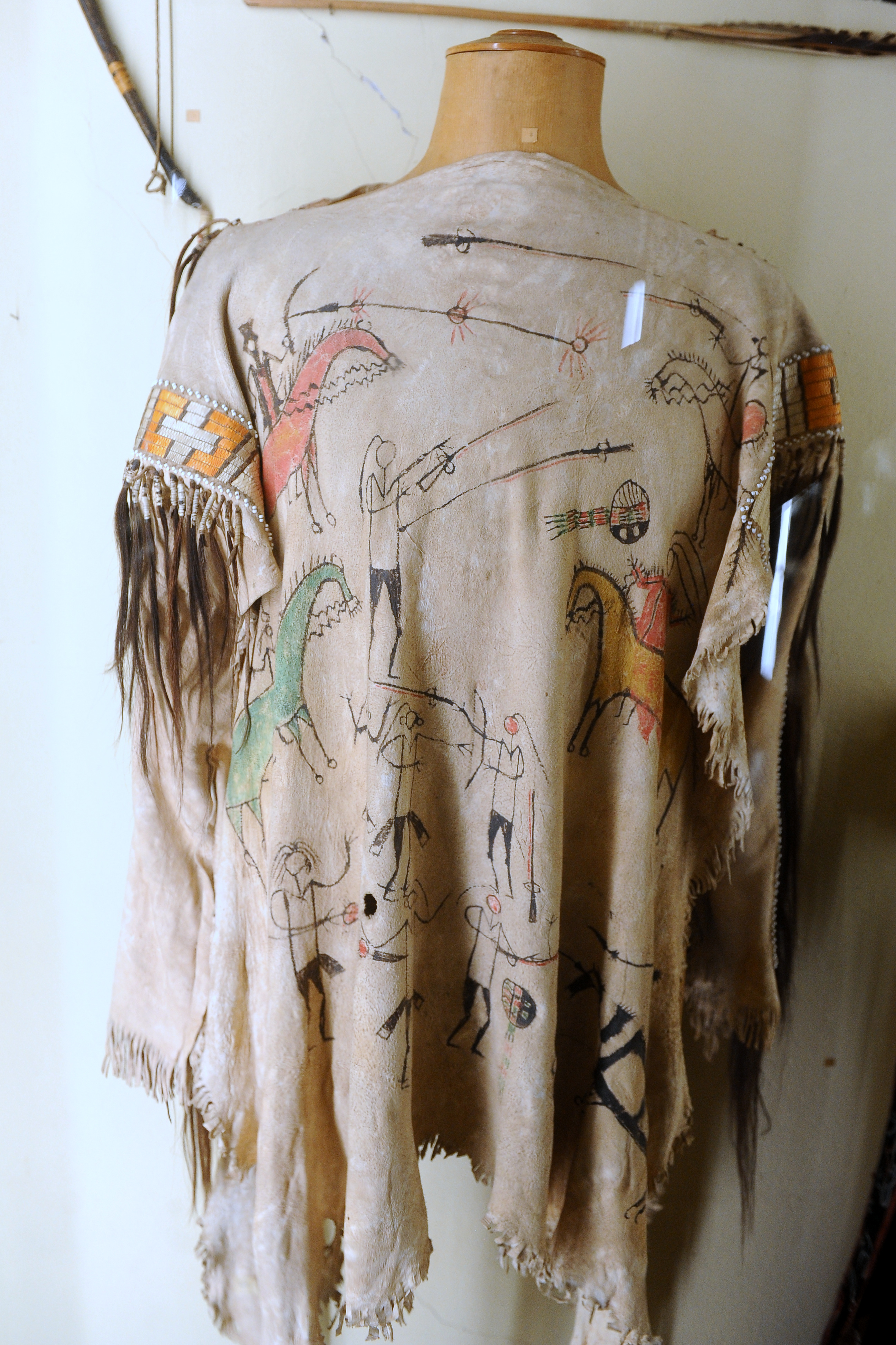
Tunica dipinta

Sebbene non abbia lasciato diari, Spagni descrisse l'aspetto dei manufatti e il loro significato etnografico, in avanti sui tempi.

### Di nuovo in esilio
Secondo Laurencich Minelli, con la donazione della collezione americana Spagni sperava di far revocare la sentenza all'esilio emessa a suo sfavore qualche anno prima. Non ottenendo la revoca, dovette tornare in Francia.
Il 2 giugno 1845 sposò a Parigi Sofia Busi, figlia di un ex generale napoleonico in esilio. Restò nella capitale fino al 1847 quando, a seguito della morte della figlia ancora infante e del suocero, preferì trasferirsi con la moglie in provincia, dove visse in agiatezza, commerciando e giocando in borsa.

### Gli ultimi anni
Nel 1855, a causa di alcune sfortunate operazioni in borsa, ebbe di nuovo problemi finanziari che lo spinsero a partire e a reinventarsi come cercatore d'oro in Australia, in cui visse «in solitudine ed estrema povertà». In quegli anni mantenne comunque sporadici contatti con la città natale in cui si era trasferito il figlio Emilio, ma confessava in una lettera del 17 maggio 1868 di temere più il ritorno in patria in povertà del periglioso viaggio per mare che prendeva la rotta tra i ghiacci del Capo Horn.
Antonio Spagni morì il 24 gennaio 1876 in Australia.

## Notorietà e memoria
Un ritratto di Antonio Spagni e la sua collezione americana sono esposti nel Palazzo dei Musei di Reggio Emilia.
Per lo storico Daniele Fiorentino, Antonio Spagni, insieme a Beltrami, può essere considerato un etnografo accidentale delle comunità indigene americane, come dimostra un esempio di spiegazione dei pezzi della collezione appartenuti a capi indiani. Per Laura Laurencich Minelli, la raccolta Spagni anticipa, in modo fortuito, quella che sarà la sezione etnografica dei Musei Civici di Reggio Emilia.
Secondo Taylor e Marino, il fatto che Spagni abbia raccolto sia esemplari botanici che zoologici, insieme agli oggetti etnografici, ha fatto sì che la sua collezione venisse accolta in un museo di storia naturale lontano dai circuiti del Grand Tour e, quindi, dalla notorietà. L'interesse accademico per questo pre o proto-etnografo, così come per altri collezionisti italiani dei reperti dei nativi americani, è crescente e si è sviluppato solo a partire dagli anni ottanta e novanta del Novecento.